# Norbert Frensch
Norbert Frensch (* 1960 in Mainz) ist ein deutscher Maler.

## Leben
Frensch studierte von 1980 bis 1986 an der Hochschule für bildende Künste in Hamburg.
In seinen konzeptuellen Werk-Serien reflektiert der Künstler die Phänomene der Wahrnehmung – zwischen Sichtbarkeit und Imagination – mit den Mitteln der Malerei.
Die „Schwarzen“ Bilder, die seit Anfang der 90er Jahre entstehen, haben das Werk von Frensch bekannt gemacht und waren in mehreren Einzelausstellungen in Museen zu sehen. In ihrer sinnlichen Präsenz greifen die „Schwarzen“ das Genre des Stilllebens auf und variieren es mit dem malerischen Prinzip des „Clairobscur“ in scheinbar unendlicher Reihung.
Die Serien der Grauen und KTL, die seit 2004 entstehen, vollziehen einen Wechsel der Perspektive und changieren zwischen Nah- und Fernsicht, malerischer Struktur und atmosphärischen Landschaftsbezügen. Auch hier lotet der Maler die Möglichkeitsformen von Wahrnehmung und Sichtbarkeit bis zu ihren visuellen Grenzen aus.
Norbert Frensch lebt und arbeitet in Frankfurt am Main.

## Einzelausstellungen
- 1988: Galerie Harald Behm, Hamburg
- 1990: Galerie Alexander Hodel, Zürich (CH)
- 1991: APC Galerie, Hamburg
- 1992: Galerie Rothe, Frankfurt am Main
- 1994: Galerie Stadtpark, Krems an der Donau (A)
- 1994: Nice Fine Arts, Nizza (F)
- 1995: Galerie Evelyne Canus, La Colle-sur-Loup (F)
- 1996: Mannheimer Kunstverein
- 1999: Galerie m Bochum
- 2000: Galerie Hengevoss Jensen, Hamburg
- 2002: Museum Wiesbaden
- 2002: Museum Baden, Solingen
- 2002: Kunsthalle Erfurt
- 2002: Saarland Museum, Saarbrücken
- 2003: Richard Haizmann-Museum, Kunstverein Niebüll
- 2004: Kulturstiftung St. Matthäus, Berlin
- 2005: Kunsthalle Koblenz
- 2007: Museum Pfalzgalerie Kaiserslautern
- 2010:  Galerie Hubert Schwarz, Greifswald
- 2012: Museum DKM, Duisburg
- 2012: Osthaus Museum, Hagen
- 2013: Galerie Anita Beckers, Frankfurt am Main
- 2013: Staatliche Kunstsammlungen Dresden – Galerie Neue Meister
- 2014: Galerie Hubert Schwarz, Greifswald
- 2017: Dominikanerkonvent Düsseldorf
- 2018: Anita Beckers Contemporary Art & Projects, Frankfurt am Main
- 2018: Galerie Ruppert, Birkweiler
- 2019: Galerie Anette Müller, Düsseldorf
- 2020: galerie wuensch aircube, A - Linz
- 2022: Galerie Hengevoss-Dürkop, Hamburg
- 2025: Kunstraum Villa Friede, Bonn
- 2025: Galerie Hubert Schwarz, Greifswald

## Stipendien
- 1989: Arbeitsstipendium der Freien und Hansestadt Hamburg
- 1994: Arbeitsstipendium des Hessischen Ministeriums für Wissenschaft und Kunst
- 1996: Stipendiat des Künstlerhauses Schloß Balmoral, Bad Ems (Balmoral Stipendium)